# Molho de mirtilo

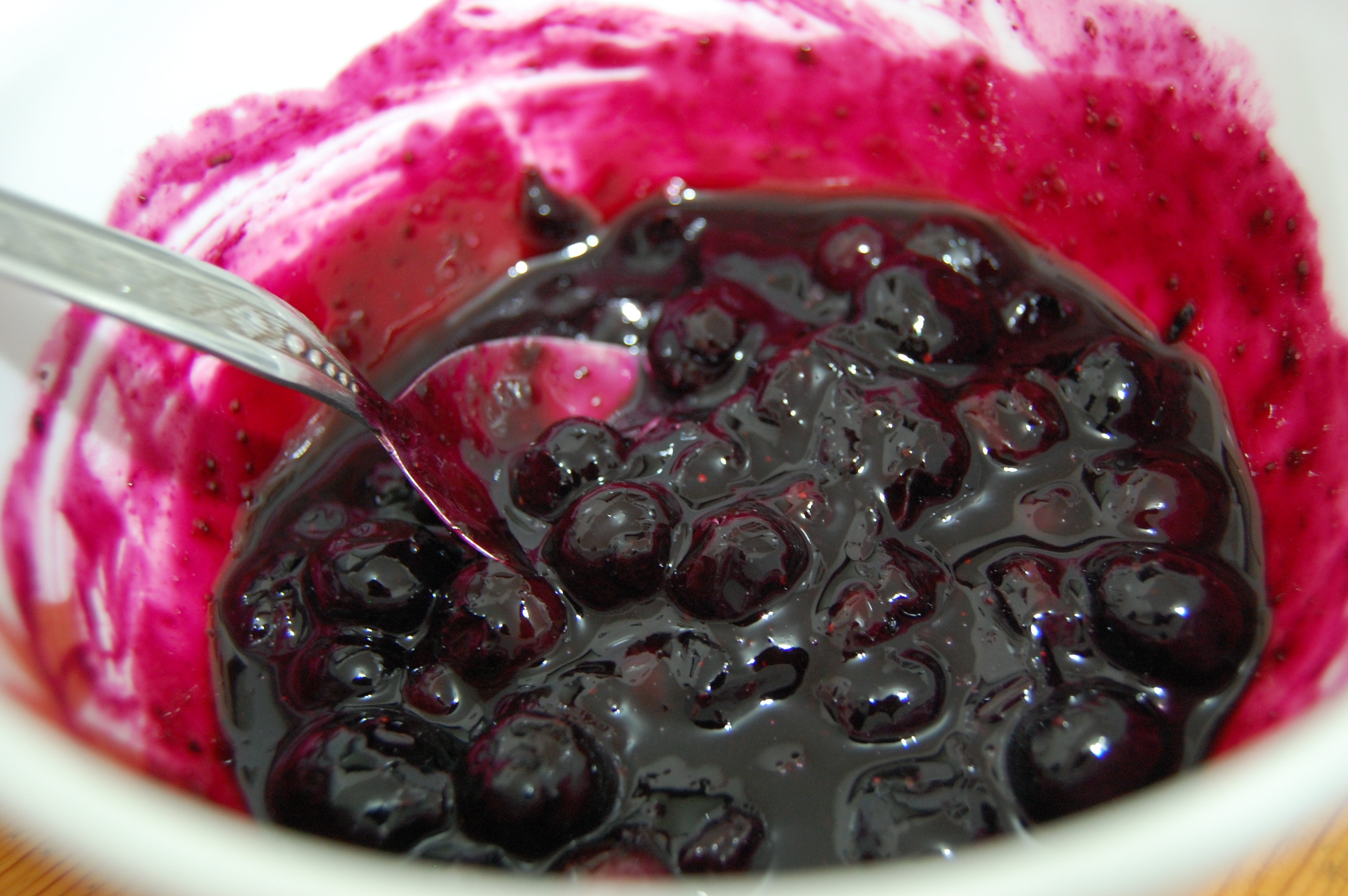
Um molho de mirtilo, preparado para fazer cobertura de cheesecake

Molho de mirtilo é um molho preparado usando mirtilos como seu principal ingrediente. O molho é tipicamente preparado como uma redução, e usado como um molho de sobremesa ou para pratos salgados. Ele também pode ser usado na preparação do martini de mirtilo.

## Preparação
Mirtilos frescos ou congelados e, às vezes, mirtilos selvagens, podem ser utilizados para fazer a receita. O molho é preparado pela mistura de ingredientes utilizando um processador de comida ou um liquidificador e então aquecê-los até que o molho reduza e engrosse. Ele pode ter uma textura homogênea ou heterogênea; coar o molho usando uma peneira, para remover as partículas sólidas, dá a ele uma textura lisa e suave. O molho pode ser congelado para uso posterior.

## Em pratos salgados

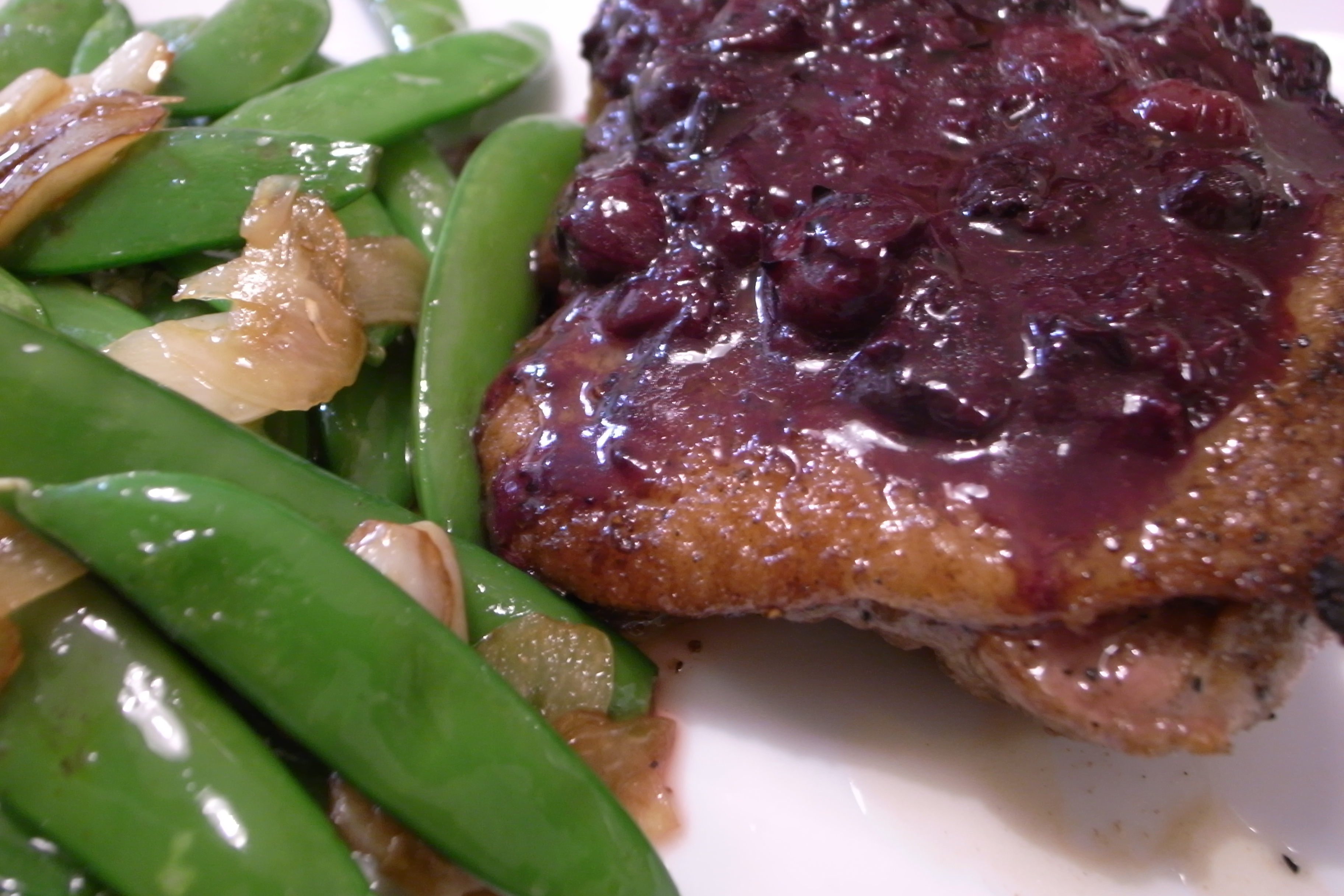
Pato assado com vagens e molho de mirtilo

Molho salgado de mirtilo pode ser preparado simplesmente pela não-adição de ingredientes adoçantes, ou com uma pequena quantidade de adoçante. Outros ingredientes utilizados podem incluir vinagre de maçã, caldo de galinha, suco de limão, sal, pimenta e amido de milho. O molho é usado como cobertura em vários pratos salgados, como carne de porco assada, frango, cordeiro e pato. 

## Em pratos doces
A versão doce do molho pode ser usada como cobertura para sobremesas. Mirtilos e água fornecem a base para o molho, mas os ingredientes adicionais variam bastante. Adoçantes como açúcar branco ou mascavo são normalmente utilizados, e suco de limão, suco de laranja, manteiga e amido de milho podem ser adicionados. Uma versão temperada pode ser feita usando cravo-da-índia, canela e cardamomo. Molho de mirtilo doce pode ser usado como recheio ou cobertura de sobremesas como bolos, cheesecakes e sorvetes, e em pratos de café da manhã, como waffles, panquecas e torradas.